# Paratyfus
Paratyfy jsou skupina střevních infekčních onemocnění vyvolávaných bakterií Salmonella paratyphi. Existují tři druhy rodu Salmonellae způsobující paratyfus: Salmonella paratyphi A, S. paratyphi B (neboli S. schottmuelleri) a S. paratyphi C (S. hirschfeldii). Nemoci se přenášejí kontaminovanou vodou nebo potravinami. Paratyfy se podobají tyfu, mají však mírnější průběh. Inkubační doba je obvykle 7–14 dní.

## Paratyfus A

### Šíření
K šíření nemoci mezi lidmi napomáhají faktory jako jsou znečištěné potraviny od pouličních prodejců nebo záplavy. Vzhledem k bídě a špatné hygieně a sanitárním opatřením je nemoc mnohem častější v méně industrializovaných zemích. Základním problémem je znečištění pitné vody, nevhodné nakládání s odpady a výskyt záplav. Občas se vyskytují epidemie paratyfu ve velkých oblastech Asie, Afriky, střední a jižní Ameriky. Mnoho lidí se infikuje v asijských zemích. Ročně se ve světě objeví okolo 16 milionů případů nemoci, 25 tisíc lidí umírá. Bakterie napadá specificky pouze člověka, proto k infekci dojde téměř vždy kontaktem s jiným člověkem, buď s nemocným nebo s bacilonosičem. Bakterie přežívá ve vodě a v potravinách, snese vyschnutí i zmrazení, ovšem udržováním potravin správně chlazených lze významně minimalizovat množení bakterie.

### Příčiny
Paratyfy jsou způsobeny jednou ze tří bakterií: S. paratyphi A, S. schottmuelleri (též S. paratyphi B) nebo S. hirschfeldii (též S. paratyphi C). Člověk se infikuje přenosem bakterie z jiné osoby při špatné hygieně, například při neumytí rukou po použití WC. Bakterie se dostane do střeva, kde pronikne střevní sliznicí do hlubší tkáně. Pokud imunitní systém nedokáže infekci zastavit, bakterie se začne množit a šíří se krevním řečištěm. Projeví se první zjevné příznaky ve formě horečky. Bakterie proniká do kostní dřeně, jater a žlučovodu, odkud se vylučuje do střeva. Ve druhé fázi nemoci bakterie proniká do tkáně tenkého střeva a projeví se příznaky ve formě pohybů tohoto střeva.

### Příznaky
Paratyfus se podobá tyfu, má však prudší nástup, slabší příznaky a kratší průběh. Infekce je charakterizována trvalou horečkou, bolestí hlavy a břicha, nevolností, anorexií, suchým kašlem (v počátečním stadiu nemoci), relativní bradykardií a hepatosplenomegalií (zvětšením jater a sleziny). U zhruba 30 % bělochů se objeví na trupu růžové flíčky. U dospělých se častěji objevuje zácpa než průjem. Pouze 20 - 40 % lidí má na počátku nemoci bolesti břicha. Před nástupem horečky se často objevují nespecifické příznaky, například zimnice, pocení, bolesti hlavy, anorexie, kašel, slabost, bolesti v krku, závratě nebo bolest svalů. Mezi velmi vzácné příznaky patří psychóza, schvácenost a křeče.

### Prognóza
Pacient s diagnostikovaným typem A zřídkakdy umírají, leda v případě vážných trávicích komplikací. Při správné diagnóze je mortalita pod 1 %. Zvláště účinná jsou antibiotika jako azithromycin.

### Bacilonosičství
Lidé, ve výjimečných případech také domácí zvířata, mohou být bacilonosiči paratyfů. Členové téže rodiny mohou být dočasnými nebo trvalými bacilonosiči. Ve většině částí světa je častější krátkodobé fekální bacilonosičství než nosičství močové. Chronickými močovými nosiči jsou lidé trpící schistosomózou (infekcí krevním parazitem). Někdy bakterie Salmonella paratyphi vylučuje až 1 rok, do té doby je osoba považována za bacilonosiče. Chronické bacilonosičství může následovat po akutní nemoci, ale i po slabé nebo subklinické infekci. Chronickými nosiči jsou často ženy, které se nakazily ve středním věku.

### Prevence
Děti i dospělí by měli být pečlivě vzděláváni o osobní hygieně. Do té patří důkladné mytí rukou po defekaci a sexuálním kontaktu, před přípravou potravin a před jídlem; zvláště také správné nakládání s výkaly. Infikované osoby se musí vyhýbat přípravě potravy.
Lidé cestující do zemí s nízkou úrovní hygieny by se měli před odjezdem nechat očkovat vakcínou proti paratyfům. Sexuálně aktivní lidé by měli být poučeni o rizicích praktik zahrnujících fekálně-orální kontakt. Majitelé tropických ryb by měli zajistit důkladné čištění akvárií, aby eliminovali potenciální bakterie paratyfu.

## Paratyfus B
Paratyfus B je častější v Evropě. Projevuje se jako tyfové onemocnění, vážná gastroenteritida nebo kombinace obojího. Opar rtu, zřídka se objevující u skutečného tyfu, je u paratyfu B velmi častý.
Diagnóza se provádí izolací z krve nebo stolice a průkazem protilátek anti BH ve Widalově testu. Nemoc je citlivá na chloramfenikol nebo kotrimoxazol. Rezervoárovým hostitelem bakterie mohou být i plazi (konkrétně želva nádherná).

## Paratyfus C
Paratyfus C je vzácná infekce, obecně vídaná na Dálném Východě. Projevuje se jako sepse s metastatickými abscesy. Může se objevit cholecystitida.
Protilátky proti paratyfu C se obvykle netestují, diagnóza se provádí kultivací krve. Obecně účinným antibiotikem je chloramfenikol.